# Le Vigen
Le Vigen este o comună în departamentul Haute-Vienne din centrul Franței. În 2009 avea o populație de 2.046 de locuitori.

## Evoluția populației
| An        | 1975  | 1982  | 1990  | 1999  | 2006  | 2009  |
| --------- | ----- | ----- | ----- | ----- | ----- | ----- |
| Populație | 1.055 | 1.263 | 1.550 | 1.704 | 2.032 | 2.046 |